# Vivace

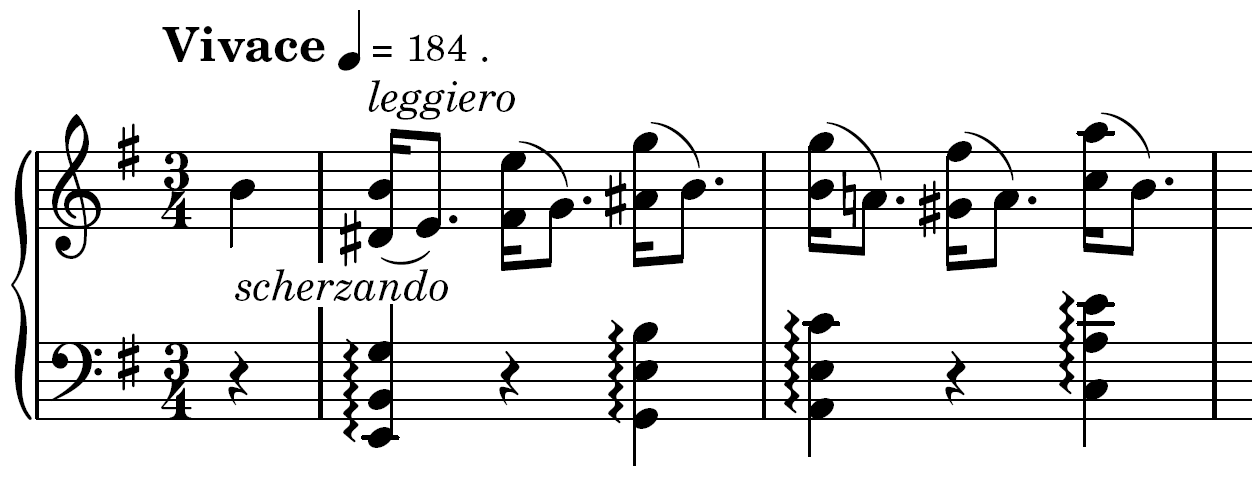
Inicio del Estudio op. 25 n.º 5 de Chopin. Otras palabras italianas que aparecen en la partitura son: leggiero (ligero) y scherzando (jugueteando).

Vivace (del italiano, vivo o vivaz) es un término musical que hace referencia a una indicación del carácter alegre y el tempo rápido con que debe ejecutarse una pieza musical. La velocidad normalmente coincide con la de molto allegro y precede al presto. Equivale a una indicación metronómica de 132-160 pulsaciones por minuto.
Esta indicación suele encontrarse en una pieza de música, al comienzo de la misma o bien al principio de una nueva frase.

## Historia y ejemplos
Como una denominación de tempo por sí misma, y no como adjetivación de otra denominación, aparece a partir del siglo XVII en partituras, así como en la mayoría de tratados, como un calificativo comparable a allegro. Beethoven lo utiliza para marcar el tempo del tema de las Variaciones Diabelli, mientras en el segundo movimiento de la novena sinfonía indica molto vivace.
En el siglo XVIII indicaba algo más lento. El tratado anónimo A Short explanation de 1725, lo sitúa entre el largo y el allegro. Leopold Mozart (1754) explicaba que tanto vivace como spiritoso significaban que se pudiera tocar con comprensión, y que eran el punto medio entre rápido y lento. Por otra parte, hay abundantes muestras de que en la Inglaterra del siglo XVIII representaba algo más lento que en los siglos precedente y posterior.
Según Rousseau en su Dictionnaire de la Musique (1765), la forma francesa vif era equiparable a la italiana vivace y, por tanto, no escapa de las ambigüedades mencionadas. 
De hecho, cuando se hizo más popular este indicativo, fue el siglo XIX, periodo en el que hacía referencia quizá incluso más a una cuestión de carácter y de expresión que de tempo. Esto parece especialmente claro cuando funciona no como único adjetivo para calificar el tempo y/o la expresión del movimiento sino como añadidura, adjetivando, de la denominación principal del movimiento. probablemente el caso más habitual es el allegro vivace, pero no el único: Beethoven, en los dos últimos movimientos de su primera sinfonía, escribió allegro molto e vivace, pero también usó la expresión andante vivace (y aquí sí que no hay duda que indica carácter y no tempo). Del modo similar, el empleo que hace Schubert también parece que alude más a una forma más viva de interpretarlo que al tempo. También se encuentran los superlativos vivacissimo (adjetivo) y vivacissimamente (adverbio), este último, por ejemplo, el último movimiento de la sonata para piano op. 81 de Beethoven.
Johannes Brahms - Doble concerto para violín, violonchelo y orquesta en la menor, tercer movimiento Vivace no troppoⓘ
Felix Mendelssohn - Sinfonía n.º 3 en la menor, segundo movimiento (scherzo) Vivace non troppoⓘ
Felix Mendelssohn - Concierto para violín y orquesta en mi menor, tercer movimiento Allegro molto vivaceⓘ